# Hexazin
En Hexazin är oorganiska förening med summaformeln N6. Dessa består av en bensenring där sex av kolatomerna har ersatts av sex kväveatomer. 